# Langakali
Langakali ist eine winzige Insel in der tonganischen Inselgruppe Vavaʻu.

## Geographie
Langakali liegt vor der Südküste von Ovaka, dem Zentrum des Verwaltungsbezirks Motu.

## Klima
Das Klima ist tropisch heiß, wird jedoch von ständig wehenden Winden gemäßigt. Ebenso wie die anderen Inseln der Vavaʻu-Gruppe wird Langakali gelegentlich von Zyklonen heimgesucht.